# Cusiala rufifasciata
Cusiala rufifasciata là một loài bướm đêm trong họ Geometridae.